# Lexx – The Dark Zone
Lexx – The Dark Zone ist eine Sci-Fi-Fernsehserie aus dem Jahr 1997. Sie ist eine kanadische, deutsche und britische Gemeinschaftsproduktion, wobei die deutschen Partner nur bis zur dritten Staffel beteiligt waren.

## Konzeption

Logo von Salter Street Films

Die Serie bestand ursprünglich aus vier Filmen (später die 1. Staffel), die in Deutschland zunächst auf Video veröffentlicht und dann auf VOX ausgestrahlt wurden. Die von 1997 bis 2002 in den Babelsberger Filmstudios und in Halifax bei Salter Street Films produzierte Serie lief ab dem 4. Mai 1997 auf RTL II, wurde aber nach der Ausstrahlung der 2. Staffel in Deutschland abgesetzt, was wohl auf die niedrigen Einschaltquoten zurückzuführen ist. Ab dem 1. März 2006 wurde auf dem Bezahlsender Syfy erstmals in Deutschland die 3. Staffel ausgestrahlt. In den USA und Kanada wurden bis 2002 insgesamt vier Staffeln gezeigt und die Serie danach eingestellt.
Es gibt die ersten drei Staffeln in teilweise gekürzter Fassung in Deutschland auf DVD. Um eine FSK16-Freigabe zu bekommen, wurde der dritte Film der ersten Staffel um wesentliche Teile der Handlung gekürzt. Die Serie besteht aus vier Staffeln mit insgesamt 61 Episoden.
Die erste Staffel besteht aus vier 90-minütigen Filmen, in denen jeweils ein prominenter Gaststar vertreten ist. Zunächst die beiden männlichen Hauptdarsteller aus The Rocky Horror Picture Show: Barry Bostwick und Tim Curry. Im Anschluss Rutger Hauer und Malcolm McDowell.
Ab der zweiten Staffel haben die Episoden eine Länge von 45 Minuten. Die zweite Staffel besteht aus 20 Episoden; die dritte Staffel aus 13 Episoden und die vierte Staffel aus 24 Episoden.

## Handlung
Die Haupthelden der Serie sind über alle vier Staffeln das Raumschiff „Lexx“ und seine Crew. Diese besteht aus dem Kapitän der Lexx, Stanley H. Tweedle, der Liebessklavin Zev/Xev sowie dem untoten ehemaligen Attentäter Kai, dem Letzten der Brunnen-G. Sie sind gemeinsam auf der Suche nach einem neuen Zuhause.
Die gesamte Handlung umfasst einen Zeitraum von etwa 6000 Jahren. Zwischen dem Tod des lebenden Kai und dem Einsetzen der Haupthandlung liegen 2008 Jahre. Weitere etwa 4000 Jahre verbringt die Crew am Anfang von Staffel 3 in Kryostasis (Kälteschlaf). Die vierte Staffel handelt in der Gegenwart auf der Erde.
Der Hauptkonflikt der Serie ist der Kampf der Menschheit gegen die Vertreter der mächtigen Insektenzivilisation. Das Ziel der Insekten ist die Auslöschung der gesamten Menschheit.
Kai ist der letzte Überlebende seines Heimatvolkes, der Brunnen-G. Ihm wurde geweissagt, dass er eines Tages den letzten Vertreter der Insektenzivilisation vernichten würde.

### Erste Staffel
Zev, Stan und Kai gelangen durch Zufall in den Besitz der Lexx, der mächtigsten Vernichtungswaffe der beiden Universen. Nach ihrer erfolgreichen Flucht vom Cluster, dem Zentralplaneten der Liga der 20.000 Planeten, sind sie unterwegs, um eine neue Heimat zu finden. Kai benötigt Protoblut, um außerhalb seiner Kryokapsel leben zu können. Auf der Suche nach Protoblut kehrt die Lexx wieder zum Cluster zurück, wo sich herausstellt, dass im Inneren des Planeten ein riesiges Insekt überlebt hat. Dieses hat die Regierung (die „Göttliche Ordnung“) sowie den Regenten („Seinen Göttlichen Schatten“) kontrolliert. Auf seine Anweisung hin wurden alle Bewohner der 20.000 Planeten getötet und an das Insekt verfüttert. Dieses will nun seine Metamorphose beginnen. Von diesem „Gigaschatten“ wird Protoblut erzeugt und mit Hilfe von Zev kann Kai seine Vorräte auffüllen. Die Clusterechse Squish wird von Kai im Gehirn des Rieseninsektes platziert und kann dieses so vernichten.

### Zweite Staffel
Der Hauptkonflikt der zweiten Staffel besteht im Kampf gegen Mantrid, dem ehemaligen Bio-Vizier Seines Göttlichen Schattens. Diesem hatte die Crew in der ersten Folge der Staffel versehentlich geholfen, seinen Geist in eine Maschine zu transferieren, doch durch einen Bedienungsfehler von Mantrids Sklaven und Geliebten vermischt sich sein Geist mit der Essenz des letzten noch lebenden Insekts aus dem Universum des Lichts. Mantrids Ziel ist es, die gesamte Materie im Universum des Lichts in Drohnenarme umzuwandeln, die ihm gehorchen (wie Bienen ihrer Königin). Zwischenzeitlich muss die Crew meist durch die Hilfe von Kai immer wieder aus misslichen Lagen befreit werden. Am Ende der zweiten Staffel wird Mantrid vernichtet; mit ihm geht aber auch das Universum des Lichts unter. Die Crew flüchtet in die Dark Zone.

### Dritte Staffel
Der Lexx geht die Nahrung aus, deshalb kann sie nur sehr langsam fliegen. Nach 7-90s Berechnungen kann es Jahrtausende dauern, bis sie so auf einen bewohnbaren Planeten stoßen. Also begibt sich die Crew in Kryostase, um diese Zeit zu überdauern.
Die Crew der Lexx hat etwa 4000 Jahre in Kryostase verbracht, als sie auf die Zwillingsplaneten Feuer und Wasser treffen. Die gesamte dritte Staffel spielt auf diesen beiden Planeten.
Feuer wird von dem charismatischen Prince beherrscht. Wasser scheint keinen Herrscher zu haben.
Beiden Planeten gemeinsam ist, dass seine jeweilige Bevölkerung in voneinander isolierten Städten lebt. Auf Wasser sind das Inseln in dem planetenbedeckenden Meer und auf Feuer riesige Türme, die durch nahezu undurchdringliche Wüsten voneinander getrennt sind.
Feuer und Wasser scheinen eine Inkarnation von Himmel und Hölle zu sein (da sich im Schatten der beiden Planeten die Erde befindet). Die Crew trifft auf Charaktere, die sie bereits aus dem Universum des Lichts kennen. Diese können sich nicht an ihre Parallelexistenz erinnern, ihre Charaktere entsprechen aber denen in der Parallelwelt.
Prince möchte die Crew und insbesondere Xev zur Zusammenarbeit mit ihm gewinnen. Es werden Fragen über Recht und Unrecht, Gut und Böse aufgeworfen. Jeder der Protagonisten muss moralische Entscheidungen treffen. Dabei hat Prince die Rolle des Versuchers inne.
Kai trifft auf dem Planeten Wasser auf seine zwischen den Welten gefangene Seele, die nicht wiedergeboren werden kann, da er noch untot umherwandelt.
Stan stirbt und es wird Gericht gehalten über den Bestimmungsort seiner Seele. Alle moralisch zweifelhaften Entscheidungen werden gegen seine guten Taten gewogen und er landet auf Feuer in ewiger Zwangsarbeit.
Die Crew wird in der dritten Staffel öfter voneinander getrennt und jeder muss selbständig agieren. Kai hat durch den Absprung von der Lexx auf den Planeten Wasser einige Fehlfunktionen und benötigt Hilfe durch die anderen Crewmitglieder, bis diese behoben sind.
Zum Schluss der Staffel werden, natürlich wieder versehentlich, beide Planeten zerstört. Dadurch wird Stans Seele wieder frei und kann in seinen Körper zurückkehren. Er kann sich aber nicht an die Geschehnisse auf Feuer erinnern.
Auch die Seelen der übrigen Bewohner werden freigesetzt und bewegen sich auf einen Planeten zu, der unserer Erde zum Verwechseln ähnlich sieht.

### Vierte Staffel
Die Lexx begibt sich zum Planeten Erde, der sich nah am Zentrum des Dunklen Universums befindet. Die Crew ist der Ansicht, dass dies bestimmt ein besonders gefährlicher Ort sein muss.
Die vierte Staffel hat in vielen Folgen einen politisch-satirischen Unterton. Es werden karikiert: der Präsident der USA, die schießwütigen amerikanischen Südstaatler, putzwütige Hausfrauen in Vorstädten, Realitysoaps, überambitionierte Schauspieler, Vampirlegenden, der amerikanische Patriotismus sowie diverse staatliche Geheimorganisationen. So zerstört z. B. der Präsident der USA versehentlich Orlando und schiebt dafür Kuba die Schuld in die Schuhe. Daraufhin wird auch Kuba von den USA zerstört.
Die Crew begegnet mehreren Charakteren wieder, die sie bereits aus dem Universum des Lichts und von Feuer und Wasser kennt. Prince ist allerdings der Einzige, der sich an sein Vorleben erinnern kann.
Kai hatte in der dritten Staffel erfahren, dass seine Seele nicht wiedergeboren werden kann, da er noch untot umherwandelt. Er nimmt daher Princes Angebot an und spielt mit ihm um seinen Tod. Kai gewinnt, aber er bleibt untot.
Die Erde wird von einem unbekannten Wesen bedroht, welches aussieht wie Lyekka aus Staffel 2. Dieses hat auf seinem Weg durch die Dunkle Zone eine Spur der Verwüstung hinter sich gelassen und auf vielen Planeten alles Leben ausgelöscht. Kai beschließt, das Wesen zu zerstören. Beim Anflug auf das Wesen macht Prince sein Versprechen wahr und Kai ist wieder lebendig, nur um kurz darauf zusammen mit dem Wesen zu sterben. Auf der inzwischen stark gealterten, sterbenden Lexx, versuchte währenddessen der eifersüchtige 7-90 die Erde zu zerstören, was ihm auch letztendlich gelingt, indem er die senile Lexx davon überzeugt, dass er ihr Captain ist. Nach der Explosion löst sich die Lexx auf und hinterlässt eine neugeborene kleinere Version von sich selbst. Mit der neuen Lexx machen sich die einzigen Überlebenden, Stanley und Xev abermals auf den Weg, eine neue Heimat zu finden.

## Charaktere

### Die Lexx und ihre Besatzung
Was die Serie von anderen abhebt, sind ihre Antihelden, die für gewöhnlich keinen Planeten besuchen, ohne ihn am Schluss (mehr oder weniger versehentlich) zu zerstören:
Lexxdas mächtigste Raumschiff der zwei Universen, ist ein Lebewesen (das heißt, es muss Nahrung aufnehmen) in der Form einer flügellosen Libelle. Die Intelligenz der Lexx liegt irgendwo zwischen der einer Fliege und der von Stanley Tweedle, dem sie blind gehorcht. Nach ihr ist die Serie benannt. Die Lexx hat eine Länge von ca. 10 km, ihr Inneres ist weitestgehend hohl und kann mit kleinen insektoiden Fluggeräten bereist werden, die ebenfalls zur Planetenexkursion benutzt werden können. Das Schiff gehörte ursprünglich „Seinem ewig dunklen Schatten“, der es als Zerstörungsinstrument einsetzen wollte. Im Verlauf der ersten Episode stehlen die Helden allerdings die Lexx und befinden sich fortan auf der Flucht.
Stanley H. Tweedle (Brian Downey)hat zwar nur den Rang eines „Wachmanns 4. Klasse“, durch eine Verkettung zufälliger Begebenheiten gerät er jedoch in den Besitz des Schlüssels zur Lexx und ist somit als einziger in der Lage, der Lexx Befehle zu erteilen. In der Mannschaft ist er nicht sehr beliebt (u. a. stellt er ständig Zev nach), da er allerdings für die Flucht vor „Seinem Ewig Dunklen Schatten“ benötigt wird, bleibt der Crew nichts anderes übrig, als mit Tweedle auszukommen. Vor seiner Zeit auf dem Cluster war er als stellvertretender Aushilfskurier der Ketzer von Ostrol B mit dem Transport von Geheiminformationen beauftragt. Weil diese Informationen an „Seinen Schatten“ gelangten und zur Vernichtung zahlreicher Reformerplaneten benutzt wurden, ist er allgemein als „der Erzverräter“ verschrien.
Zev Bellringer (Eva Habermann, ab 1998 Xenia Seeberg und von da an „Xev“ genannt)von B3K, in einem früheren Leben von grandioser Hässlichkeit, erhielt als Strafe die Umwandlung zur Liebessklavin. Kurz vor Ende ihrer Transformation kam eine Clusterechse dazwischen, so dass sie körperlich eine Liebessklavin mit Echsengenen ist, geistig aber die Alte blieb. Dadurch ist sie zwar willig und bereit, jedoch auch wählerisch – der einzige für sie akzeptable Mann an Bord der Lexx ist Kai. Alle anderen Männer überleben die Begegnung mit der Lexx und ihrer Crew in der Regel nicht lange genug, um Zev zufriedenzustellen.
Kai (Michael McManus)ist der letzte „Überlebende“ seines Volkes (der Brunnen G). Er ist ein Untoter, ein ehemaliger Attentäter „Seines ewig dunklen Schattens“, der „Proto-Blut“ zum „Überleben“ benötigt. Er verspürt keinerlei Emotionen, besitzt aber ausgeprägte Moralvorstellungen. Durch das Töten des Vorschattens, welcher ihn ermordet hat, erlangt er seine eigenen und unzählige andere Erinnerungen wieder und besitzt damit ein umfangreiches Wissen. Daneben ist er durch seine Umwandlung zum Attentäter nahezu unverwundbar. Kai ist nur zeitlich begrenzt in der Lage, sich aus seinem Tiefschlaf zu erheben, da er in jeder wachen Minute einen Teil des anfangs nur begrenzt vorhandenen Protoblutes aufbraucht. Die Mannschaft der Lexx weckt ihn daher nur bei Bedarf aus seinem Tiefschlaf. Bevor er vom Schatten gefangen genommen und zum Attentäter versklavt wurde, war er der Anführer des letzten Widerstandes der Brunnen G gegen die Armee „Seines ewig dunklen Schattens“.
7-90 („Sieben-Neunzig“)ist ein Roboter, ausgestattet mit künstlicher Intelligenz und Überheblichkeit, die nur noch von seiner Begierde nach Zev und seinem Zynismus übertroffen wird. Letzterer ist wohlbegründet: 7-90 besteht nur noch aus seinem Kopf, welcher die eigentlich Zev zugedachte Transformation zur Liebessklavin erhielt. Später wechselt er das Geschlecht und liebt von nun an Kai.

### Die Feinde
Sein Göttlicher/ewig dunkler Schatten (Staffel 1)Als ranghöchster Vertreter der „Göttlichen Ordnung“ ist „Sein Göttlicher Schatten“ der Herrscher über das Universum des Lichts. Dabei wird die Essenz des Schattens von einem menschlichen Wirt bei dessen Lebensende zum nächsten weitergegeben. Zu Beginn der Serie erfolgt eine solche Weitergabe, wobei das Gehirn des ausgewählten Wirtes nur unzureichend gereinigt wird, weshalb der neue „Göttliche Schatten“ eigenwillige Entscheidungen trifft, die die weiteren Ereignisse vorantreiben. Insbesondere missachtet er eine Prophezeiung, dass „Sein Göttlicher Schatten“ von einem Brunnen G vernichtet wird, nachdem er den Cluster verlassen hat. Tatsächlich wird sein Körper (nicht jedoch sein auf dem Cluster verbliebenes Gehirn) an Bord der Lexx von Kai vernichtet. Seine Essenz kehrt jedoch auf den Cluster zurück und geht in Folge 4 auf den Gigaschatten über.
Seine Göttlichen/ewig dunklen Vorschatten (Staffel 1 und 2)Nach dem physischen Tod des jeweiligen „Göttlichen Schattens“ wird dessen Gehirn entfernt und in eine Vorrichtung transferiert, welche die vitalen Hirnfunktionen über Jahrhunderte aufrechterhält. Die Vorgängerhirne werden auf dem Cluster auf hohen Stelen gelagert und dienen dem amtierenden „Göttlichen Schatten“ als Berater. Zu Beginn der ersten Staffel werden die Vorschatten auf die Lexx transportiert, wo sie nach und nach zerstört werden.
Die körperlichen Hüllen der Vorgänger werden zum Planeten Ruuma gebracht, wo sie eine Art Zombiedasein führen.
Giggerota (Staffel 1, 3 und 4) (Ellen Dubin)In der ersten Staffel wurde Giggerota wegen Kannibalismus zum Tode verurteilt und kann zusammen mit Stanley Tweedle und Zev an Bord der Lexx vom Cluster fliehen. Da sie ihre Essgelüste auch gegen die Besatzung der Lexx richtet, wird sie von Kai getötet.
In der dritten Staffel trifft die Besatzung der Lexx erneut auf Giggerota. Diese bezeichnet sich als „Queen“, hält sich auf dem Planeten Feuer auf und kann sich an ihr Dasein als Giggerota nicht erinnern. Ihre wesentlichen Charakterzüge sind jedoch erhalten geblieben.
In der vierten Staffel ist Giggerota eine Bewohnerin der Erde. Da die Papstwahl zu keinem Ergebnis kommt, wird sie per Los zum Papst bestimmt.
Wist (Episode 1.3) (Doreen Jacobi)Wist war ursprünglich eine menschliche Einwohnerin des Planeten Claggia. Als die parasitären Satellitenwürmer den Planeten übernehmen und die menschlichen Einwohner mental versklaven, benutzt die Königin der Würmer Wists Körper, um über die Menschen zu herrschen.
Gigaschatten (Episode 1.4)Inmitten des Clusters, dem Herrscherplaneten der Liga der 20.000 Planeten, hält sich ein überlebendes Insekt verborgen, dessen Insektenessenz dem „Göttlichen Schatten“ innewohnt und über ihn das Lichtuniversum beherrscht. In der vierten Folge der ersten Staffel entwickelt es sich, gefüttert durch das Fleisch der menschlichen Clusterbewohner, zum Gigaschatten.
Mantrid (Staffel 2 und 3) (Dieter Laser)Mantrid war einst der oberste Bio-Vizier „Seines Göttlichen Schattens“, bis er in eine kahle, schneebedeckte Welt verbannt wurde. Er besteht aus einem Kopf und einem großen Behälter, der seine Organe beinhaltet. Er besitzt mehrere Roboterarme, die sich unabhängig von ihm schwebend bewegen können und von ihm mental gesteuert werden. Zu Beginn der zweiten Staffel gelingt ihm mit Hilfe des „Blauen Organes“ eines Insektes die Verbindung mit einem Maschinenkörper. Demzufolge ist er von da an ein Mischwesen aus Mensch, Maschine und Insekt. Sein Ziel ist die Verwandlung der gesamten Materie des Universums des Lichts in Roboterarme.
In Staffel 3 begegnet die Crew Mantrid erneut auf Feuer. Er kann sich nicht an sein früheres Leben als oberster Bio-Vizier erinnern.
Prince (Staffel 3 und 4) (Nigel Bennett)Prince ist der charismatische Herrscher über Feuer in der dritten Staffel. Wenn er stirbt, wird er wiedergeboren und kann dabei jede menschliche Gestalt annehmen und damit Freund wie Feind täuschen.
In der vierten Staffel begegnen wir ihm als Isambard Prince auf der Erde wieder. Im Gegensatz zu allen anderen Charakteren kann er sich jedoch an sein Vorleben auf Feuer erinnern. Er wird zum Berater des neuen Präsidenten Priest.
Vlad (Staffel 4) (Minna Aaltonen)Vlad ist ein „Göttlicher Vollstrecker“. Diese wurden geschaffen, um abtrünnige Attentäter im Namen „Seines Göttlichen Schattens“ jagen und töten zu können. Ihre Fähigkeiten sind denen Kais überlegen, welcher im direkten Kampf gegen sie keine Überlebenschance hat.

### Andere Charaktere
Thodin (Episode 1.1) (Barry Bostwick)Thodin ist der Anführer der Abtrünnigen von Ostrol-B. Er konnte unter großen Verlusten auf Seiten der Abtrünnigen eine Kopie des Schlüssels zur Lexx erlangen. Beim Versuch, die Lexx zu stehlen, trifft er zufällig auf Stanley Tweedle, Zev und 7-90. Kurz bevor Thodin von Kai getötet wird, überträgt er den Schlüssel zur Lexx an einen seiner Mitstreiter. Als dieser dann darauf von einer Clusterechse gefressen wird, gibt er den Schlüssel an Stanley Tweedle weiter.
Lyekka (Staffel 2 und 3) (Louise Wischermann)In der zweiten Staffel bekommt die Lexx ein viertes ständiges Crewmitglied, Lyekka. Sie ist eine menschenfressende Pflanze und sieht Stans alter Jugendliebe zum Verwechseln ähnlich. Sie mag die Crewmitglieder und möchte diese deshalb ungern verspeisen. Versehentlich oder absichtlich an Bord geratene Personen werden gern von ihr gefressen und so löst sie oft die Entsorgungsprobleme der Crew. Als am Ende von Staffel 2 ihre Schote durch Mantrid-Arme zerstört wird und sie damit dem Tode geweiht ist, opfert sie sich für die Crew und hilft damit, Mantrid zu besiegen.
In der dritten Staffel wird Lyekka in der Episode Gärtnerinnen der Liebe (Garden, 3.9) von den drei Gärtnerinnen neu erschaffen, um Stan zu erfreuen. Am Ende der Episode wird sie jedoch von Prince Leuten getötet.
Die zeitlose ProphetinDie zeitlose Prophetin beantwortet offensichtlich jedem, der sie aufsucht, seine Fragen bezüglich der Zukunft. Genau genommen kann auch der Time-Prophet nicht in die Zukunft sehen. Er ist sich aber bewusst, dass die Zeit in sich immer wiederholenden Zyklen abläuft. Er ist das einzige Wesen, welches sich an die vorherigen Zeitzyklen erinnern kann und somit auch die Zukunft kennt.
Priest (Staffel 3 und 4) (Rolf Kanies)In der dritten Staffel ist Priest die rechte Hand von Prince auf dem Planeten Feuer.
In der vierten Staffel wird er als Erdenbewohner zum Präsidenten gewählt und ist mit dieser Aufgabe sichtlich überfordert. Umso dankbarer nimmt er deshalb die Unterstützung eines gewissen Isambard Prince an.
Bunny (Staffel 3 und 4) (Patricia Zentilli)In der dritten Staffel ist Bunny eine Einwohnerin des Planeten Wasser und lebt in Gametown. Sie ist gutmütig sowie naiv und mag Kai.
In der vierten Staffel ist Bunny die Frau des Präsidenten Priest. Aufgrund ihres naiven Wesens lässt sie sich leicht für die Machenschaften von Isambard Prince und dem Präsidenten einspannen.
Fifi (Staffel 3 und 4) (Jeff Pustil)Fifi lebt wie Bunny auf Wasser in Gametown. Er fühlt sich dort aber eher unwohl. Es gelingt ihm, sich nach Feuer abzusetzen, wo er in die Dienste von Duke eintritt.
In der vierten Staffel ist Fifi der Produzent der Fernsehserie Xevivor und heißt Farley. Er macht sich vor allem Sorgen um seine sexuelle Orientierung und wird von einer Killerkarotte befallen.
Dr. Longbore (Staffel 4) (Walter Borden)Dr. Longbore ist ein amerikanischer Wissenschaftler, der zusammen mit seinen Mitarbeitern an einem Raumschiff zum Verlassen der Erde baut. Er hat auch einen Higgs-Bosonen-Generator gebaut, mit dem die Erde zerstört werden kann.
„Lyekka“ (Staffel 4) (Louise Wischermann)Die „Lyekka“ in Staffel 4 ist nicht mit der Lyekka in Staffel 2 und 3 identisch. Nach eigenem Bekunden ist sie ebenfalls eine fleischfressende Pflanze, eine „Schwester von Lyekka“. Allerdings ist sie sehr viel gefräßiger als die originale Lyekka. Sie belügt Mitglieder der Crew mehrfach über ihre Absichten und versucht so, diese zu manipulieren. Ihr Ursprung ist ein riesiger Asteroid, von dem aus auch die Killerkarotten als Vorhut auf die Erde geschickt wurden, welche die Menschen zu Zombies machen. Sie hinterlässt auf ihrer Reise durch die „Dunkle Zone“ eine Spur der Verwüstung, wobei stets alles Leben auf den Planeten, die sie heimgesucht hatte, ausgelöscht wurde. Auch die Erde plant sie zu entvölkern. Nachdem sie Tokio zerstört hat, kommt es zum Kampf mit der Crew der Lexx. Kai gelingt es, den Asteroiden zu zerstören.

## Handlungsorte

### Das Universum des Lichts und die Dunkle Zone
Die Welt der Fernsehserie Lexx besteht aus zwei Universen: das Universum des Lichts und die Dunkle Zone. Zwei Filme der ersten Staffel und die gesamten Staffeln 3 und 4 spielen in der Dunklen Zone. Zwei Filme der ersten Staffel und fast die gesamte Staffel 2 spielen im Universum des Lichts.
Im Universum des Lichts beherrscht Sein Göttlicher Schatten die Liga der 20.000 Planeten. Die Dunkle Zone wird als Universum des Bösen, des Chaos und der Verderbtheit beschrieben. Die Brunnen G lebten in der Dunklen Zone auf Brunnis. Als ihre Sonne ausgebrannt war, fanden sie auf Brunnis-2 im Universum des Lichts eine neue Heimat. Die Erde befindet sich, genau wie Feuer und Wasser, im Zentrum der Dunklen Zone. Feuer und Wasser weisen einige Parallelen zu Himmel und Hölle auf.
Der Großteil der Masse des Universums des Lichts wird im Verlaufe der zweiten Staffel in biomechanische Mantrid-Drohnen umgewandelt. Am Ende der zweiten Staffel zieht Mantrid beim Versuch, die Lexx zu besiegen alle seine Drohnen an einem Punkt zusammen und löst damit versehentlich einen Big Crunch aus. Das Universum des Lichts ist zerstört. Die Lexx kann in die Dunkle Zone fliehen.
Die Dunkle Zone ist das Paralleluniversum, das Sein Göttlicher Schatten nicht betreten kann. Die gesamte vierte Staffel handelt auf der Erde, die sich in der Dunklen Zone befindet. Am Ende des ersten Films „Rebellen der Galaxis“ flieht die Lexx durch ein Wurmloch in die Dunkle Zone. Die geheimen Koordinaten des Wurmlochs befinden sich in einem Zahn von Stanley Tweedle. Die Lexx bleibt während des zweiten und dritten Films und Teilen des vierten Films in der Dunklen Zone. Die Lexx kehrt im vierten Film „Gigaschatten“ in das Universum des Lichts zurück. Die gesamte zweite Staffel handelt im Universum des Lichts. Nach der Zerstörung des Universums des Lichts durch Mantrid-Drohnen am Ende der zweiten Staffel wird die Lexx in die Dunkle Zone geschleudert. Dort spielen dann die dritte und vierte Staffel.

### Der Cluster
Ein wichtiger Ort in der Welt der „Lexx“ ist Der Cluster. Der Cluster ist das Zentrum der Göttlichen Ordnung. Die Wege der Crew der Lexx kreuzen sich erstmals auf dem Cluster. Zev (später Xev) Bellringer, Stanley H. Tweedle und Kai gelingt die Flucht vor Seinem Göttlichen Schatten an Bord der Lexx. Sein Göttlicher Schatten und Seine Göttlichen Vorgänger regieren vom Cluster aus. Der Cluster ist die Hauptstadt der Göttlichen Ordnung, das Zentrum einer religiösen Bürokratie, wo alle Kriminellen und Ketzer abgeurteilt werden. Die Verhandlungen laufen dabei automatisiert mithilfe von alten Aufzeichnungen und Hologrammen ab. Die Verurteilten werden als Sklaven weiter verwendet oder „entkörpert“ und ihre Organe in der Protein-Bank verwertet. Eigentlich aber ist der Cluster der planetengroße Körper des letzten Insektoiden dessen Geist außerhalb als sein göttlicher Schatten herrscht und am Ende der ersten Staffel erweckt wird.

### Feuer
Zwillingsplanet von Wasser. Feuer ist ein unwirtlicher Ort, an den es die Crew zu Beginn der dritten Staffel verschlägt. Die wüstenähnliche Oberfläche ist von Lavaseen durchzogen. Die Sonne brennt erbarmungslos und Menschen, die tagsüber der Sonne schutzlos ausgeliefert sind, sterben schnell. Feuer soll keine eigenen Wasservorräte besitzen. Die Einwohner von Feuer leben in riesigen Türmen. Jeder der Türme beherbergt eine ganze Stadt. Die Türme spenden ihnen Schatten und Kühle, da sie weit oberhalb der heißen Planetenoberfläche liegen.

### Wasser
Zwillingsplanet von Feuer. Die Einwohner von Wasser leben in mehreren großen schwimmenden Siedlungen. Jede der Siedlungen scheint einem anderen Zeitvertreib gewidmet zu sein. Während ihres Aufenthaltes auf Wasser besucht die Crew der Lexx Gametown, wo die Sportliebhaber zu Hause sind; Boomtown, für alle, die gern Sex haben; Garden, für alle Gartenfreunde. Das Leben auf Wasser scheint voll von ungetrübter Schönheit und Zufriedenheit zu sein. Die Idylle wird aber durch gelegentliche Überfälle von Feuer gestört. Die Bewohner von Feuer können über einen Atmosphären-Tunnel mit Hilfe von Ballons nach Wasser gelangen.

### Erde
Die Erde ist ein bewohnter Planet, der halb von Wasser bedeckt ist. Er befindet sich auf der gleichen Umlaufbahn wie Feuer und Wasser auf der entgegengesetzten Seite der Sonne. Die Erde ist ein „Typ 13“ Planet, der von einer menschlichen Zivilisation bewohnt wird, die gerade dabei ist, sich selbst mit Hilfe eines Higgs-Bosonen-Generators zu zerstören.

## Lebensformen
Im Verlaufe der vier Staffeln begegnen wir mehreren Lebensformen: den Menschen, den Insektoiden und Pflanzen. Außerdem haben die Menschen humanoide Roboter geschaffen, die Mischwesen aus Menschen und Robotern sind, sogenannte „Cyborgs“. Sie dienen meist zur Verrichtung spezieller Arbeiten.
Alle Lebensformen der beiden Universen haben keinerlei Sprachprobleme; sie scheinen also alle die gleiche Sprache zu sprechen. Der einzige Hinweis auf eine abweichende Sprache liegt in Kais Brunnen-G-Lied, das in der alten Sprache der Brunnen G gesungen wird.

### Menschen
Menschen besiedeln sowohl das Universum des Lichts als auch die Dunkle Zone. Sie liefern sich einen seit langer Zeit andauernden Krieg mit den insektoiden Lebensformen. Das Ziel der Insekten ist die völlige Auslöschung aller Menschen. Die Menschen haben sich zu vielfältigen Staatsgebilden zusammengeschlossen. Explizit erwähnt werden:
- Die Liga der 20.000 Planeten (Universum des Lichts)
- Die Reformplaneten (Universum des Lichts)
- Brunnen G auf Brunnis 2 (Universum des Lichts) bzw. früher auf Brunnis in der Dunklen Zone

Die Brunnen-G sind eine humanoide Rasse. In der Folge Brigadoom wird auf die Geschichte der Brunnen-G verwiesen; Sie waren ein sehr poetisches Volk mit farbenfroher Kleidung und aufwendigen Turmfrisuren. Des Weiteren sind sie durch die Bezwingung der Insekten-Zivilisation berühmt geworden. Nach diesem Kampf isolierten sie sich vom Rest des Universums und entwickelten eine medizinische Methode, um sich selbst unsterblich zu machen.
Zuletzt wurden die Brunnen-G von den Streitkräften von „Seinem ewig dunklen Schatten“ angegriffen. Viele waren sogar auf die Aussicht auf den Tod froh, weil sie im ewigen Leben keinen Sinn mehr sahen. Unbeachtet dessen überzeugte ein junger Rebell einige Brunnen-G zu einem Kampf, da dieses hoffnungslose Gefecht ein guter Weg zu sterben sei.
Sie erlagen ihrem Schicksal 2008 Jahre vor dem Beginn der Serie, als ihr Planet von „Seinem ewig dunklen Schatten“ zerstört wurde. Kai erfährt von der „zeitlosen Prophetin“ von der Prophezeiung, dass er für die Niederlage von „Seinem ewig dunklen Schatten“ verantwortlich sein wird.
Die Brunnen-G hinterließen auf ihrer untergegangenen Heimatwelt Brunnis eine technische Einrichtung, um zu verhindern, dass die Sonne zu einer Supernova wird. Der einzige „Bewohner“ war ein Hologramm eines ehemaligen Bewohners namens Poet, der Besucher durch die große Bibliothek von Brunnis führte. Nach eigenen Angaben wurde Poet von den anderen Brunnen-G zurückgelassen und hat in seiner Einsamkeit das Hologramm des Museumsführers ersetzt. Etwaige Gefahren wie das Zerteilen beim Bewahren der Erinnerungen spart er dabei aus. Außerdem wartete sein Hologramm auf eine Frau, um mit seinem tiefgefrorenen Sperma Nachkommen zu zeugen. Die Apparatur, die der Poet dazu anlegte, wollte versehentlich Stanley Tweedle damit befruchten.
Interessanterweise war Poets Stil ein anderer als der von den Brunnen-G gewohnte: Er trug eine Art Smoking, hatte einen Bart und keine Turmfrisur.
Die LEXX-Crew erreichte Brunnis und deaktivierte die Maschinerie, die die Sonne in Schach hielt. Und kurz bevor sie zu einer Supernova wurde, offenbarte sie die Fähigkeit zur Liebe. Nach Abflug der LEXX wurde die Sonne schließlich zur Supernova und zerstörte die Heimatwelt der Brunnen-G (in der „Dark Zone“) endgültig.
- Feuer und Wasser (Dunkle Zone)
- Die Erde (Dunkle Zone)

### Insektoide
Die Insekten sind vor allem eines: gigantisch. Sie können im Weltall überleben und haben in den Insektenkriegen gegen die Menschen gekämpft. Ihr erklärtes Ziel ist die Ausrottung aller Menschen.
Zu den Insektoiden zählt auch der Gigaschatten.

### Andere Lebensformen
ClusterechsenGehirne sind das Lieblingsessen der Clusterechsen. Sie sind aber auch in der Lage, komplette menschliche Körper zu fressen. Zev/Xev besteht zur Hälfte aus Clusterechsen-Genen. Squish ist eine junge Clusterechse, die in der Episode 1.4 „Gigaschatten“ von Kai in das Gehirn des Gigaschattens platziert wird und diesen letztendlich vernichtet.
Satellitenwürmer (Folge 1.3)Satellitenwürmer leben auf dem Planeten Claggia als schlangenähnliche Parasiten an Menschen. Sie kontrollieren ihre menschlichen Wirte mental.
Pflanzen (Staffel 2)Die Lyekka aus der zweiten und dritten Staffel, sowie die „Lyekka“ aus der vierten Staffel zählen zu den fleischfressenden Pflanzen. Sie sind durchaus intelligent, streben aber immer auf den Konsum von meist menschlicher Nahrung.
Humanoide RoboterAls humanoiden Roboter lernen wir zuerst 7-90 kennen, der ursprünglich aus einem menschlichen Körper, einem Robotergehirn sowie einem kleinen Rest eines menschlichen Gehirns besteht. Nachdem sein Körper gleich zu Beginn des ersten Films von einer Clusterechse verspeist wurde, ist er jedoch auch in der Lage, ohne Körper zu leben. Es gibt noch andere Bauformen aus dieser Reihe.
MischwesenMantrid ist in Staffel 2 ein Hybrid aus Mensch, Maschine und Insekt. Brizon, sein Vorgänger als Bio-Vizir und ehemaliger Mentor, ist ähnlich wie Mantrid vor seiner Verwandlung ein Hybrid aus Mensch und Maschine.
Die Mottenbrüter an Bord der Lexx sind ähnlich wie Zev/Xev ehemalige Strafgefangene vom Cluster. Als Strafe wurden sie aller nicht wesentlichen Funktionen beraubt, mit technischen Implantaten versehen und dienen allein der Zucht der Motten, den Kurzstreckenraumflugzeugen der Lexx. Sie besitzen nur sehr eingeschränkte intellektuelle Fähigkeiten.

## Filmmusik
Die Filmmusik wurde von Marty Simon geschrieben.

### Brunnen-G Song
Das wohl bekannteste Musikstück der Filmmusik der Lexx ist der Brunnen-G Song. Er wird von Cam Hawkins, Marty Simon und Stan Meisner gesungen.
Der Brunnen-G Song wird in der ersten Szene des ersten Films („Rebellen der Galaxis“, 1.1) von dem noch lebenden Kai und dessen Gefährten beim aussichtslosen Versuch, ihren Heimatplaneten Brunnis-2 zu verteidigen, mehrstimmig gesungen. Der Brunnen-G Song wird in der altertümlichen Sprache der Brunnen-G gesungen und ist der einzige Hinweis im gesamten Lexx-Universum auf eine abweichende Sprache. Die Brunnen-G auf Brunnis im Dunklen Universum sangen das Lied traditionell vor Kämpfen, in denen sie den Tod erwarteten.
Kai singt den Brunnen-G-Song auch in weiteren Lexx-Episoden besonders in kritischen oder scheinbar ausweglosen Situationen. In der Episode „The Rock“ (4.6) spielt Kai den Brunnen-G-Song in einer Kneipe auf dem Klavier und erschafft eine jazzige Version. Am Ende der Folge singt die gesamte Kneipe das Lied mit irischer Instrumentierung.
Der Brunnen-G Song dient auch als Namensgeber für die letzte Episode der vierten und letzten Staffel („Yo Way Yo“, 4.24). Dort singt Kai den Brunnen-G-Song beim endlich erfolgreichen Versuch, den letzten Vertreter der Insektenzivilisation zu vernichten.
Ab der dritten Staffel dient der Brunnen-G-Song als Intro zur Serie.
Vaiyo A-O

A Home Va Ya Ray

Vaiyo A-Rah

Jerhume Brunnen G
Der Kampfes Kämpfer

Für ihre Heimat und ihr Herz

Wir Kämpfer werden gewinnen oder sterben

Für immer sind wir die Brunnen-G

### Brigadoom
Die Episode „Der Letzte der Brunnen G“ (Original: „Brigadoom“, 2.18) ist eine Musical-Folge, in der die Geschehnisse um die Zerstörung von Brunnis-2 und den Tod von Kai näher beleuchtet werden.
Alle Lieder werden von den Schauspielern selbst gesungen:
1. Brigadoom
2. Dull Dull Dull
3. Go Beyond
4. Beyond Reprise
5. Farewell
6. Time Prophet
7. His Shadow Is Coming
8. Guilty
9. Sentenced
10. Two Hearts
11. Sweet Relief
12. Brunnen G
13. A Good Way To Die
14. Jerhume Brunnen G
15. Final Stand[4]

## Synchronisation
Alle deutschen Schauspieler haben ihre Rollen selbst synchronisiert.
Bei der Synchronisation ins Deutsche sind folgende nennenswerte Abweichungen zu erwähnen:
Die Lexx hat im englischen Original eine männliche Stimme. In der deutschen Synchronisation entschied man sich dafür, der Lexx eine weibliche Stimme zu geben. Dies hat allerdings Konsequenzen bezüglich der Logik in zwei Episoden. In der Episode 2.7 „Liebe gedeiht“ erfährt die gesamte lebende Besatzung einschließlich der Lexx eine Geschlechtsumwandlung. In englischen Original wird die Lexx weiblich und fragt Kai, ob er sie attraktiv findet. In der deutschen Fassung spricht sie mit etwas abweichender immer noch weiblicher Stimme, und das Ganze ergibt keinen Sinn. In der letzten Episode 4.24 „Yo Way Yo“ bekommt die Lexx zur Verwunderung aller Nachwuchs. Da allerdings die vierte Staffel nie auf Deutsch synchronisiert wurde, hat der deutsche Zuschauer in der vierten Staffel schon Bekanntschaft mit der männlichen Stimme der Lexx gemacht.
Die Übersetzung der Eigennamen „His Divine Shadow“ (wörtlich: „Sein Göttlicher Schatten“) und „His Divine Order“ (wörtlich: „Seine Göttliche Ordnung“) erfolgte nicht wörtlich, sondern als „Sein Ewig Dunkler Schatten“ bzw. „Die Dunkle Garde“. Diese Übersetzung trägt sowohl eine Wertung („Dunkel“) als auch eine Doppelung (Schatten sind meistens dunkel) in sich, die im Original nicht gegeben sind. Dafür fehlt der Hinweis auf die religiöse Verbrämung der Ziele der Ordnung und Seines Göttlichen Schattens.
Die im englischen Original ständig wiederkehrenden Sprüche von Kai („I do not …“, „The dead do not …“) sind in der deutschen Übersetzung nicht als solche zu erkennen.